# Півники угорські
Пі́вники уго́рські (Iris hungarica) — рідкісна багаторічна рослина родини півникових, яку іноді розглядають як підвид Iris aphylla. Декоративна культура.

## Опис
Трав'яниста рослина з розгалуженим кореневищем завтовшки до 2 см. Листки мечоподібні, плоскі, 25-30 см завдовжки. Квітки поодинокі, на коротких квітконіжках, піднесені на квітконосах середньої довжини, найчастіше вони синьо-фіолетові, рідше — темно-пурпурово-фіолетові або блідо-лілові. Плід — коробочка.

## Хімічний склад
Листя і кореневища півників угорських містять, відповідно, 0,05 % і 0,21 % ефірної олії, яка складається з терпеноїдів, тритерпеноїдів, ароматичних сполук, спиртів, кетонів, альдегідів тощо. Основними терпенами ефірної олії є сквален (16,08 %), геранілацетат (2,66 %), евгенол (0,85 %). В кореневищаж також виявлений цілий ряд жирних кислот: миристинова, каприлова, капринова, лаурилова, пальмітинова тощо.

## Поширення. Екологія
Ареал виду охоплює Кавказ, Закавказзя, Східну Європу та південно-східну частину Центральної Європи, зокрема Угорщину. В Україні півники угорські трапляються розсіяно в лісостеповій і степовій зонах, зрідка — в південній частині Полісся.
Півники угорські зростають серед чагарників, на узліссях дібров, на галявинах мішаних і листяних лісів, рідше — на луках.
Квітне в другій половині травня. Розмножується насінням і вегетативно, причому насіннєвий спосіб домінує в густому травостої, а вегетативний там, де рослини зазнають антропогенного впливу.

## Охорона
Стан більшості природних популяцій виду в межах ареалу залишається більш-менш стабільним. Саме тому він, згідно Червоного списку МСОП, отримав охоронний статус «відносно благополучний вид». Але в окремих регіонах спостерігається тенденція до зниження чисельності популяції виду, що потребує запровадження охоронних заходів. Тому, півники угорські занесені до Резолюції 6 Бернської конвенції (охоронна категорія: вид потребує спеціальних заходів збереження його оселищ).
Популяції виду в Україні мають тенденцію до скорочення, тому його визнано регіонально рідкісним. Рослина охороняється в Ічнянському національному природному парку, Канівському природному заповіднику, регіональному ландшафтному парку «Лиса гора».

## Практичне значення
Півники угорські належать до одних з найбільш декоративних представників роду. Вони рясно квітнуть на 1—2 тижні раніше за півники бородаті. В межах виду існує декілька варієтетів, які різняться висотою і густиною куртин, кольором квітів. В умовах України цей вид невибагливий, добре переносить посуху, холодні зими, швидко розмножується поділом кореневищ, може давати самосів. Ділити рослини і пересаджувати найкраще в червні.
Враховуючи високий вміст ефірної олії в кореневищах, півники угорські можна розглядати як перспективний вид для ефіроолійної культури.

## Синоніми
- Iris aphylla ssp. dacica (Beldie) Soo
- Iris aphylla ssp. hungarica (Waldst. & Kit.) Hegi
- Iris babadagica Rzazade & Golneva
- Iris dacica Beldie
- Iris diantha K. Koch
- Iris furcata var. diantha (K. Koch) Grossh.
- Iris hungarica ssp. dacica (Beldie) Prodan